# Liste der Bodendenkmäler in Pfaffing (Landkreis Rosenheim)
Auf dieser Seite sind die Bodendenkmäler in der oberbayerischen Gemeinde Pfaffing zusammengestellt. Diese Tabelle ist eine Teilliste der Liste der Bodendenkmäler in Bayern. Grundlage ist die Bayerische Denkmalliste, die auf Basis des Bayerischen Denkmalschutzgesetzes vom 1. Oktober 1973 erstmals erstellt wurde und seither durch das Bayerische Landesamt für Denkmalpflege geführt wird. Die folgenden Angaben ersetzen nicht die rechtsverbindliche Auskunft der Denkmalschutzbehörde.

## Bodendenkmäler der Gemeinde Pfaffing

### Bodendenkmäler in der Gemarkung Farrach
| Lage                        | Objekt                                                                      | Akten-Nr.     | Bild |
| --------------------------- | --------------------------------------------------------------------------- | ------------- | ---- |
| Farrach (Standort)          | Siedlung vor- und frühgeschichtlicher Zeitstellung.                         | D-1-7938-0086 |      |
| Farrach (Standort)          | Verebnete Grabhügel und Siedlung vor- und frühgeschichtlicher Zeitstellung. | D-1-7938-0087 |      |
| Farrach (Standort)          | Körpergräber vor- und frühgeschichtlicher Zeitstellung.                     | D-1-7938-0097 |      |
| Farrach Pfaffing (Standort) | Grabhügel vorgeschichtlicher Zeitstellung.                                  | D-1-7938-0217 |      |

### Bodendenkmäler in der Gemarkung Pfaffing
| Lage                | Objekt | Akten-Nr.     | Bild |
| ------------------- | --- | ------------- | ---- |
| Pfaffing (Standort) | Grabhügel mit Bestattungen der späten Hallstattzeit und der frühen Latènezeit.                                                                                          | D-1-7938-0068 |      |
| Pfaffing (Standort) | Brandgräber der römischen Kaiserzeit. | D-1-7938-0069 |      |
| Pfaffing (Standort) | Burgstall des hohen oder späten Mittelalters. | D-1-7938-0080 |      |
| Pfaffing (Standort) | Verebnete Grabhügel vorgeschichtlicher Zeitstellung. | D-1-7938-0089 |      |
| Pfaffing (Standort) | Untertägige mittelalterliche und frühneuzeitliche Befunde und Funde im Bereich der Katholischen Pfarrkirche St. Katharina in Pfaffing und ihrer Vorgängerbauten.        | D-1-7938-0123 |      |
| Pfaffing (Standort) | Untertägige mittelalterliche und frühneuzeitliche Befunde und Funde im Bereich der Katholischen Filialkirche St. Margaretha in Unterübermoos und ihrer Vorgängerbauten. | D-1-7938-0140 |      |

### Bodendenkmäler in der Gemarkung Rettenbach
| Lage                  | Objekt | Akten-Nr.     | Bild |
| --------------------- | --- | ------------- | ---- |
| Rettenbach (Standort) | Wasserburgstall des Mittelalters oder der frühen Neuzeit. | D-1-7938-0090 |      |
| Rettenbach (Standort) | Untertägige spätmittelalterliche und frühneuzeitliche Befunde und Funde im Bereich der Katholischen Filialkirche St. Peter und Paul in Rettenbach und ihres Vorgängerbaus. | D-1-7938-0127 |      |

### Bodendenkmäler in der Gemarkung Springlbach
| Lage                   | Objekt | Akten-Nr.     | Bild |
| ---------------------- | --- | ------------- | ---- |
| Springlbach (Standort) | Wüstung des Mittelalters oder der frühen Neuzeit. | D-1-7938-0082 |      |
| Springlbach (Standort) | Verebnete Grabhügel vorgeschichtlicher Zeitstellung. | D-1-7938-0091 |      |
| Springlbach (Standort) | Untertägige spätmittelalterliche und frühneuzeitliche Befunde und Funde im Bereich der Katholischen Filialkirche Hl. Kreuzauffindung in Ebrach und ihrer Vorgängerbauten. | D-1-7938-0125 |      |